# Дежки
Де́жки (бел. Дзе́жкі) — деревня в составе Добринёвского сельсовета Дзержинского района Минской области Беларуси. Деревня расположена в 33 километрах от Дзержинска, 36 километрах от Минска и 21 километрах от железнодорожной станции Фаниполь.

## История
Деревня известна с начала XIX века, как застенок в составе Минского уезда Минской губернии. В 1815 году  проживали 20 жителей мужского пола, владение князя Доминика Иеронима, в составе имения Вицковщина князя Л.П. Витгенштейна. Согласно инвентарю за 1840 год имение находилось в арендном владении у помещика И. Богдашевского. В застенке действовали православная часовня, питейный дом, житница. В начале XX века входила в состав Самохваловичской волости того же уезда. В 1885 году упоминаются застенки Дежки и Дежки-Лядные. В 1897 году, по данным первой всероссийской переписи в застенке — 6 дворов, 53 жителя, в застенке Дежки-Лядные — 4 двора, 30 жителей. 
С 20 августа 1924 года в составе Рубилковского сельсовета (который с 23 марта 1932 года по 14 мая 1936 года являлся национальным польским сельсоветом)  Самохваловичского района, с 18 января 1931 года в составе Койдановского района Минского округа. 15 марта 1932 года Койдановский район преобразован в Койдановский польский национальный район, который 26 июня был переименован в Дзержинский.  31 июля 1937 года Дзержинский национальный полрайон был упразднён, Дежки перешли в состав Минского района Минского округа, с 20 февраля 1938 года — в составе Минской области. 4 февраля 1939 года Дзержинский район был восстановлен. В годы коллективизации в деревне был организован колхоз. В 1926 году, по данным первой всесоюзной переписи в деревне проживали 58 жителей, насчитывалось 10 дворов. 
В Великую Отечественную войну с 28 июня 1941 года до 7 июля 1944 года под немецко-фашистской оккупацией, во время войны на фронте погибли 3 жителя деревени. В 1960 году насчитывалось 46 жителей, в 1991 году — 8 хозяйств, 11 жителей. По состоянию на 2009 год в составе ОАО «Правда-Агро» (центр — д. Боровики).

## Население
| 83   | ↘ 54 | ↗ 58 | ↘ 46 | ↘ 11 | ↘ 16 | ↘ 6 | ↘ 4 |
| 2017 | 2018 | 2020 | 2022 |      |      |     |     |
| ↘ 2  | → 2  | ↘ 1  | ↗ 3  |      |      |     |     |